# Pelinoides phaeontus
Pelinoides phaeontus är en tvåvingeart som beskrevs av Wayne N. Mathis 1985. Pelinoides phaeontus ingår i släktet Pelinoides och familjen vattenflugor. Inga underarter finns listade i Catalogue of Life.